# 月寒神社
月寒神社（つきさむじんじゃ）は、北海道札幌市豊平区月寒西にある神社。福住厳島神社とは同根である。旧社格は村社。

## 由緒
1884年（明治17年）に、広島県出身の移住者が厳島神社の御分霊と稲荷神の2柱を現在の福住地区に祀った。1900年（明治33年）9月7日には北海道庁指令2307号を以って、無格社「西山神社」と公称し、創立許可を得た。1903年（明治36年）10月28日に「月寒神社」と改称し、月寒村17番地への移転を出願し、翌1904年（明治37年）5月24日には移転許可を受ける。これにより、現在の福住厳島神社と分離することになる。
1918年（大正7年）2月16日には月寒498番地（現在地）への移転許可を出願し、同年3月4日に移転許可を受ける。同年11月2日には村社に昇格し、幣帛供進神社に指定される。1971年（昭和46年）12月2日には社殿・参集所・社務所御造営が竣功した。
なお、本来の例大祭は9月8日であるが、隣接して小学校が所在することなどから町内会等との申し合わせもあり、現在は毎年9月の第2日曜日に執り行われている。また都市公園である月寒公園とも隣接する。

## 祭神
- 倉稲魂命（うがのみたまのみこと）
- 大山祇命（おおやまつみのみこと）
- 市杵島姫命（いちきしまひめのみこと）
- 宇摩志麻遲命（うましまぢのみこと）

## 交通手段
- 札幌市営地下鉄東豊線月寒中央駅から徒歩10分程度
- 札幌市営地下鉄東豊線美園駅から徒歩10分程度
- 北海道中央バス月寒中央通4丁目停留所から徒歩5分程度